# Hyperbaenus bohlsii
Hyperbaenus bohlsii är en insektsart som beskrevs av Giglio-tos 1895. Hyperbaenus bohlsii ingår i släktet Hyperbaenus och familjen Gryllacrididae. Inga underarter finns listade i Catalogue of Life.